# Ацтекський календар
Ацтекський календар — система календарів, якою користувалися мешканці Ацтекської імперії. Поділялася на сонячний (шиуповаллі) цивільний або сільськогосподарський та священний (тональповаллі) календарі.

## Сонячний календар
У повсякденному житті ацтеки користувалися календарем, заснованим на сонячному році, в якому було 365 днів. Рік було поділено на 18 місяців, в кожному з яких було по 20 днів, залишалося ще 5 днів, званих «порожніми» (немонтемі), які вважалися нещасливими. Його було успадковано від тольтеків. Ацтеки знали справжню тривалість року, є відомості, що поправка проводилася шляхом додавання шостого «порожнього» дня кожні 4 роки.
Рік отримав назву того дня по Священному календарю, в якому він починався. Назви місяців відображали, що сонячний календар був основою як сільськогосподарського, так і ритуального року:
| №  | Назва місяця      | Переклад назви місяця       | Покровитель                | Ритуали                                                                                                   |
| -- | ----------------- | --------------------------- | -------------------------- | --- |
| 1  | Атлькауало        | Затримка Води               | Тлалок, Чальчіутлікуе      | Жертвопринесення дітей водним божествам.                                                                  |
| 2  | Тлакашіпеуаліцтлі | Білування Людини            | Шіпе-Тотек                 | Жертвопринесення воїнів; танок жерця зі шкірою, здертою з жертв.                                          |
| 3  | Тосостонтлі       | Мале Бдіння                 | Коатлікуе, Тлалок          | Поховання шкіри жертв, жертвоприношення дітей.                                                            |
| 4  | Уейтосостлі       | Велике Бдіння               | Сінтеотль, Чикомекоатль    | Благословення нової кукурудзи; жертвоприношення дівчини.                                                  |
| 5  | Тошкатль          | Посуха                      | Тецкатліпока, Уїцилопочтлі | Жертвопринесення персоніфікацій богів.                                                                    |
| 6  | Ецалькуалістлі    | Поїдання бобової каші       | Тлалок                     | Ритуальне удушення людей-персоніфікацій водних божеств; ритуальні обмивання і танці.                      |
| 7  | Текуілуітонтлі    | Малі свята на честь богів   | Шуішточіуатль, Шочіпіллі   | Жертвопринесення людей-персоніфікацій богів; церемонія солеварів.                                         |
| 8  | Уейтекуіутль      | Великі свята на честь богів | Шілонен                    | Свято богині молодої кукурудзи; роздавання знаттю подарунків та їжі простолюдинам.                        |
| 9  | Тлашочімако       | Принесення квітів           | Уїцилопочтлі               | Всі зображення богів прикрашаються квітковими гірляндами. Бенкет з кукурудзяними коржиками та індичкою.   |
| 10 | Шокотлуеці        | Дозрівання фруктів          | Шіутекутлі                 | Спалення жертв для богів вогню.                                                                           |
| 11 | Очпаністлі        | Місяць збирання             | Тласольтеотль              | Підмітання будинків, відновлення доріг; ігрові битви.                                                     |
| 12 | Теотлеко          | Повернення богів            | Тецкатліпока               | Привітальні церемонії на честь повернення богів на землю; ритуальне сп'яніння, вогненні жертвопринесення. |
| 13 | Тепеіуітль        | Свято гір                   | Тлалок                     | Церемонії, присвячені богам гірських дощів; людські жертвоприношення і ритуальний канібалізм.             |
| 14 | Кечоллі           | Птах Кечоллі                | Мішкоатль-Камаштлі         | Пост і подальше ритуальне полювання; жертвоприношення здобичі, ритуальний бенкет.                         |
| 15 | Панкецалістлі     | Підняття прапорів з пір'ям  | Уїцилопочтлі               | Будинки та плодові дерева прикрашають паперовими прапорами; процесія; масові жертвопринесення.            |
| 16 | Атемостлі         | Падіння вод                 | Тлалок                     | Свято на честь водних богів; жертвоприношення дітей і рабів.                                              |
| 17 | Тітітль           | Холодна погода              | Іламатекутлі               | Магічні ритуали для викликання дощу; побивання жінок мішками з соломою, щоб ті плакали.                   |
| 18 | Іскаллі           | Врожай                      | Шіутекутлі                 | Спорудження фігур богів з амарантового тіста; бенкет з тамалес і рослинами.                               |

Найбільш химерні назви взяті з щомісячних святкувань і церемоній, решта демонстрували заклопотаність селян зміною пір року, врожаєм і, понад усе, дощами та постійно нагадували про те, що навіть у високогірній Мексиці посуха і голод були постійним ризиком. Саагун відзначав, що навіть в XVI столітті ацтекський рік починався 2 лютого за григоріанським календарем.
«Порожні» дні були часом поганих ознак. Ацтеки не наважувались робити що-небудь у ці дні. Особливо вони намагалися уникати сварок, не проводили жодних святкувань і не укладали важливих угод.

## Священний календар
Священний календар, який жерці використовували при прогнозі майбутнього, називався «Рахунок днів». В основі його лежав 260-денний цикл, що базується на комбінації чисел з 1 по 13 з 20 назвами днів ацтекського календаря. Кожен день мав свій знак.
1. Сіпактлі (Крокодил).
2. Еекатль (Вітер).
3. Каллі (Будинок).
4. Куецпаллін (Ящірка).
5. Коатль (Змія).
6. Мікістлі (Череп).
7. Масатль (Олень).
8. Точтлі  (Кролик).
9. Атль  (Вода).
10. Іцкінтлі  (Собака).
11. Осоматлі  (Мавпа).
12. Маліналлі (Трава).
13. Акатль (Очерет).
14. Оцелотль (Ягуар).
15. Куаутла (Орел).
16. Коскакуаутлі (Стерв'ятник).
17. Оллін (Землетрус).
18. Текпатль (Кремінь).
19. Кіауітль (Дощ).
20. Шочітль (Квітка).

Календар був досить незалежним від Сонячного Року і використовувався тільки для астрології і пророкувань. Інформація була закодована в піктографічних схемах тоналаматл(Книги Днів). Здійснюючи свої передбачення, жерці повинні були вивчити і оцінити різні, найчастіше суперечливі, чинники, які могли вплинути на певний день.
Рік складався з 20 тижнів по 13 днів, при настанні нового дня до дати додавалися одиниця і новий знак. Так, перший тиждень починався в день 1 Крокодила і закінчувався в день 13 Очерету. Після цього числа повторювалися, а знаки продовжували йти по порядку: другий тиждень починався в 1 день Ягуара і закінчувався в 13 день Черепа, і так далі.

## Календарний цикл
Найважливішим елементом часу був 52-річний період, іноді званий «Календарний Цикл», який був комбінацією 260-денного Священного року та 365-денного Сонячного року. Також їх ацтеки називали шіумолпіллі («зв'язка років»). Кожний з цих циклів повторювався нескінченну кількість разів, і будь-який день можна було виразити термінами цих двох різних календарів.
Новорічний день (1-й день першого місяця Сонячного року) випадав на 1-й день Очерету Священного року, комбінація, яка повторювалася кожні 52 роки. Ця цифра виходила шляхом взяття загального найменшого кратного 260 і 365. Обидва числа ділилися на 5 — 260 дає коефіцієнт 52, а 265 — коефіцієнт 73. Загальне найменше кратне є 5 х 52 х 73, тобто 18 980 днів, або 52 роки. Подія, що мала місце в 1-й рік Очерету, могла статися в 1415, 1467, 1519 році в межах 52-річного інтервалу.
Найтривалішим елементом часу було два календарних цикли, або 104 роки. У циклі Венери було 584 дні, 5 циклів Венери дорівнювали 8 сонячним рокам. 104-річний період, який ацтеки називали «одна епоха», був елементом першорядної важливості, оскільки на його початку збігалися Свщенний, Сонячний і Венеріанський роки.